# Scaphognathops
Scaphognathops es un género de peces de la familia Cyprinidae. Fue descrito por el americano Hugh McCormick Smith en 1945.

## Especies
- Scaphognathops bandanensis Boonyaratpalin y Srirungroj, 1971
- Scaphognathops stejnegeri (H. M. Smith, 1931)
- Scaphognathops theunensis Kottelat, 1998